# Enrique Cerdá Olmedo
Enrique Cerdá Olmedo (Guadix, 1942) es un genetista español, licenciado en ciencias biológicas por la Universidad Complutense de Madrid, ingeniero agrónomo y doctor ingeniero agrónomo por la actual Universidad Politécnica de Madrid y Ph. D. en Biología por Stanford University. Formado en los laboratorios de Enrique Sánchez-Monge, Philip C. Hanawalt y Max Delbrück, entre otros.

## Biografía
Ha sido colaborador de investigación e investigador visitante en el California Institute of Technology y becario Humboldt en Universität Göttingen.
Fundó en 1969 el Departamento de Genética de la Universidad de Sevilla, en la que  fue catedrático desde 1972. Es director de cursos en Cold Spring Harbor Laboratory (Estados Unidos) y otros centros de cinco países.
Ha investigado aspectos fundamentales y aplicados de la biología de bacterias y hongos, en especial la inducción de mutaciones, los mecanismos genéticos de los ciclos sexual y asexual, las respuestas a estímulos externos, particularmente a la luz, y el metabolismo secundario, particularmente la producción de caroteno. Sin contar los trabajos de divulgación, ha publicado 115 monografías científicas, obtenido dos patentes en Estados Unidos y una patente mundial. También ha dirigido una película científica (doblada a tres idiomas) y tres libros. Fue elegido miembro de la Organización Europea de Biología Molecular, la Academia de Ingeniería de España y la Real Academia Sevillana de Ciencias.

## Premios y distinciones
- Premio Jaime I de Investigación Básica (1995).[3]
- Premio de Investigación Manuel Aguilar
- Sherman Fairchild Distinguished Scholar
- Medalla de Andalucía
- Alexander Von Humboldt Stipendiat
- Premio Juan Marcilla
- Premio Antonio Lleó
- Premio Nacional Fin de Carrera
- Premio Fundación Rosillo

## Referencnias
1. ↑  «Curriculum en la página de la Presidencia de la Generalitat Valenciana». Consultado el 19 de junio de 2021.
2. ↑  Actualidad, Sevilla (9 de julio de 2009). «40 años de Genética en la Hispalense». Sevilla Actualidad. Consultado el 19 de junio de 2021.
3. ↑  «Premiados». Fundación PRJI. Consultado el 26 de junio de 2022.